# حكومة عجلون العربية
حكومة عجلون العربية أو حكومة قضاء عجلون العربية هي واحدة من أربع حكومات محلية متزامنة ضمن قضاء عجلون في ما كان يعرف بشرق الأردن، تشكلت في 7 أكتوبر 1920 كرد فعل على سقوط الحكومة العربية في دمشق والتي كان قد أعلنها الأمير فيصل بن الحسين في 5 أكتوبر 1918، الحكومة العربية في سوريا كانت برئاسة علي رضا الركابي. سقوط تلك الحكومة أحد فراغاً سياسياً ضمن المناطق التي كانت تابعة لها ومن ضمنها شرق الأردن.
فبعد هزيمة يوسف العظمة في معركة ميسلون في 24 يوليو 1920 قضت فرنسا على الحكومة العربية في دمشق مما إضطر لأمير فيصل لمغادرة دمشق إلى درعا في 28 يوليو 1920 وبعدها إلى حيفا. حيث طلب علي خلقي الشرايري من الأمير فيصل في حيفا أن يتركه ليتوجه إلى مسقط رأسه في أربد لتشكيل حكومة عربية هنالك.
يذكر الشراري ذلك في مذكراته قائلا:
و في 5 أكتوبر 1920 تم تشكيل المجلس الإداري التشريعي ليكون مسؤولاً عن تشكيل الحكومة، وقد ضمن المجلس كل من
- راشد الخزاعي
- سعد العلي البطاينة
- نجيب فركوح
- ناجي العزام
- محمد الحمود الخصاونة
- تركي الكايد العبيدات

و تم عقد اجتماع المجلس التشريعي بعد يومين من تأسيسه في أربد شمال الأردن حيث تقرر تأسيس الحكومة المحلية برئاسة علي خلقي الشرايري، وضمَّت الحكومة الوزراء والإداريين التالية أسمائهم
- صالح المصطفى اليوسف التل (إربد) مديرا للعدلية,
- حسن علي أبو غنيمة (إربد) مديرا للمعارف (التربية والتعليم)
- محمد الحمود الخصاونة مديرا للمالية
- محمود أبو راس الروسان (بني كنانة) مديرا للدفاع
- خلف محمد التل منسّقا عاما للحكومة مكلفاً بإنشاء الجيش الوطني
- نقولا غنما (الحصن) مستنطقا المدعي العام
- مصطفى حجازي (إربد) رئيسا لبلدية إربد
- عارف العنبتاوي (نابلس) رئيس للمحكمة
- الشيخ عوض الهامي (هام) وكيل القاضي الشرعي
- سامح حجازي (إربد) مدير المخابرات
- محمود الخالد الغرايبة (إربد) رئيساً للكتاب المحكمة
- جميل شاكر الخانجي (دمشق) مديرا للمدارس
- علي حشيشو (لبنان) مفتيا
- عبد الرحمن الرشيدات مدعيا عاما في إربد.